# Dóczi János (színművész)
Dóczi János, névvariáns: Dóczy (Budapest, 1950. június 14. –) magyar színész.

## Életpályája
Felsőfokú tanulmányait a Budapesti Műszaki Egyetemen kezdte, majd 1972 és 1976 között a Színház- és Filmművészeti Főiskola hallgatója volt. Simon Zsuzsa osztályában diplomázott, és onnan szerződött első színházába, Győrbe.
Pályájáról később így nyilatkozott:

„1976-tól tíz éven át játszottam a fővárosban és nagy vidéki városok színházaiban, de nem bírtam azt a kiszolgáltatottságot, ami a rendezőcentrikus hazai gyakorlatban egy határozott elképzelésekkel rendelkező színész osztályrésze volt.”

Játszott a győri Kisfaludy Színházban, majd a Budapesti Gyermekszínházban, és a Népszínház társulatának is tagja volt. 1986-tól szabadfoglalkozású művész, de dolgozott a Magyar Rádió bemondójaként is. A New York-i Magyar Színháznak nemcsak színésze, hanem  1991-től főrendezője is volt. Erről így beszélt:

„Barátaim meghívására 1986-ban egy hónapot, 1987-ben egy évet töltöttem a New York-i Magyar Színháznál, s azóta évente két-háromszor utazom ki egy-egy produkcióra.”

## Színházi szerepeiből
- William Shakespeare: Rómeó és Júlia … Páris, ifjú gróf, a herceg rokona
- Tennessee Williams: Üvegfigurák … Tom[3]
- Jean-Paul Sartre: Temetetlen holtak … Canoris[4]
- Sarkadi Imre: Elveszett paradicsom … Zoltán[5]
- Raffai Sarolta: Egyszál magam … Gábor
- Zilahy Lajos: A szűz és a gödölye … Perdy
- Valentyin Petrovics Katajev: A kör négyszögesítése … Iván
- Ben Johnson: A hallgatag hölgy … Yeoware lovag, Morose unokaöccse[6]
- Charles Dickens: Karácsonyi ének … Scrooge, mint ifjú
- Szakonyi Károly: Hongkongi paróka … I. munkás
- Miroslav Horníček: Két férfi sakkban … Marcello katonái (I. katona)
- Tordon Ákos – Orosz István: Skatulyácska királykisasszony … Karóember[7]
- Fejes Endre: Vonó Ignác … Csatáry / Zászlós
- Fésűs Éva – Gebora György: A csodálatos nyúlcipő … Kopogi doktor
- Páskándi Géza: A királylány bajusza … Csámpai Csempő
- A. A. Milne: Micimackó … Bagoly
- Varga László: Végzetes levél … szereplő
- Varga László: Csak az élők utazhatnak … szereplő
- Varga László: Méltóságos asszony bajban van … szereplő,[8] rendező[9]
- Molnár Ferenc – Eisemann Mihály – Fényes Szabolcs: Delila … Virág[10]
- Mikulás kabaré … konferanszié[11]

## Filmek, tv
- Ha megjön József (1976)
- Magyar rapszódia (1979)
- Allegro barbaro (1979)
- Monte Cristo grófja (1975), szinkronhang (1980)[12]
- Tizenhat város tizenhat leánya (1983)
- Fürkész történetei (1983)
- Kémeri (sorozat)

– Az ellopott arany című rész (1985)
- Szomszédok (sorozat) 38. rész ... halottkém
- Família Kft. (sorozat)

– Osztálytársak című rész (1992) ... Árpád